# Ferocactus schwarzii
Ferocactus schwarzii es una especie de la familia de las cactáceas. Es originaria de México.

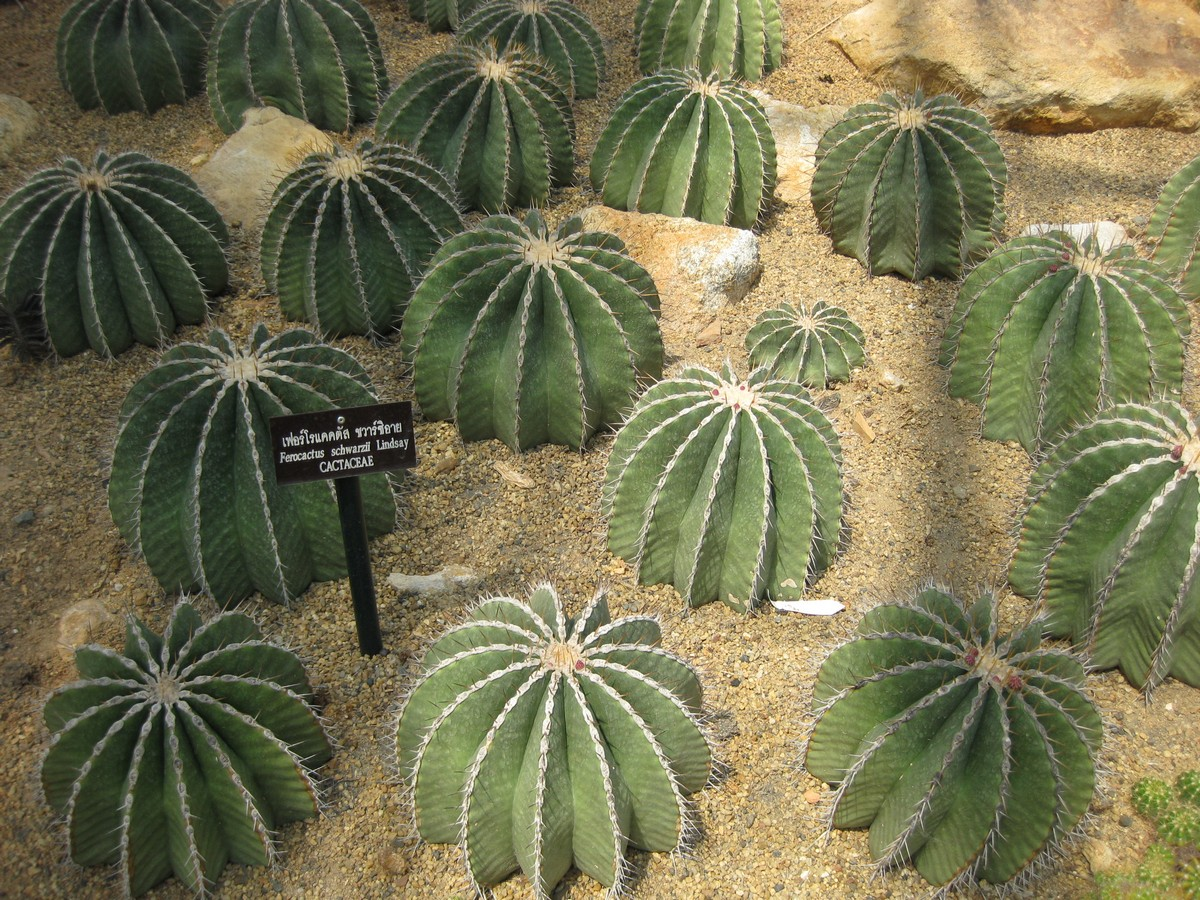
Grupo de plantas

## Descripción
Se trata de una planta globular, solitaria, elipsoidal o en forma de huevo  de color verde brillante y que alcanza un diámetro de 50 centímetros y una altura de hasta 80 centímetros. Tiene 13-19 afiladas costillas, que inicialmente son redondeadas. Las una a cinco espinas, ligeramente dobladas hacia atrás y ligeramente sobresalientes son amarillas y se vuelven grises con la edad. Tienen 0,5 a 5,5 centímetros de largo. Las flores son amarillas y aparecen en un círculo alrededor de la corona. Llegan a una longitud de hasta 5 cm y tienen un diámetro de 4 centímetros. Los frutos de 1,3 a 2 centímetros de largo, son casi esféricos y de color verde oliva. Se secan y agrietan al principio.

## Distribución
Ferocactus schwarzii se encuentra en el estado mexicano de Sinaloa.

## Taxonomía
Ferocactus schwarzii fue descrita por  G.E.Linds. y publicado en Cactus and Succulent Journal 27: 70, en el año 1955.
Etimología
Ferocactus: nombre genérico que deriva del adjetivo latíno "ferus" = "salvaje" , "indómito" y "cactus", para referirse a las fuertes espinas de algunas especies.
schwarzii epíteto
Sinonimia
- Parrycactus schwarzii (G.E.Linds.) Doweld	[2][3][4]